# Toto XIV
Toto XIV je trinajsti studijski album (skupno 14.) ameriške rock skupine Toto, ki je izšel 20. marca 2015. 
Album zaznamuje vrnitev Josepha Williamsa, Steva Porcara in Davida Hungatea. Toto XIV je prvi album skupine Toto, z novim bobnarjem Keithom Carlocksom, ki je zamenjal Simona Phillipsa. Toto XIV je tudi prvi album, po albumu Toto IV, kjer ni sodeloval Mike Porcaro, ki je zaradi bolezni ALS umrl pet dni pred izidom albuma.

## Razlaga imena
Lukather je pojasnil, da je skupina preštela vse studijske albume z novo še neizdano glasbo. Zaradi tega se album Toto XX: 1977-1997, ki vsebuje stare še neizdane skladbe, šteje za studijski album. Tako je Toto XIV 14. album.

## Seznam skladb
| Št.             | Naslov                          | Pisec                                        | Dolžina |
| --------------- | ------------------------------- | -------------------------------------------- | ------- |
| 1.              | „Running Out of Time‟           | Steve Lukather, David Paich, Joseph Williams | 4:06    |
| 2.              | „Burn‟                          | Williams, Paich                              | 4:56    |
| 3.              | „Holy War‟                      | Lukather, C.J. Vanston, Williams             | 5:24    |
| 4.              | „21st Century Blues‟            | Lukather, Vanston                            | 6:08    |
| 5.              | „Orphan‟                        | Paich, Williams, Lukather                    | 3:55    |
| 6.              | „Unknown Soldier (For Jeffrey)‟ | Paich, Lukather                              | 5:06    |
| 7.              | „The Little Things‟             | Steve Porcaro, Allee Willis                  | 4:34    |
| 8.              | „Chinatown‟                     | Paich, Mike Sherwood                         | 5:07    |
| 9.              | „All the Tears That Shine‟      | Paich, Sherwood                              | 5:09    |
| 10.             | „Fortune‟                       | Williams                                     | 4:46    |
| 11.             | „Great Expectations‟            | Paich, Williams, Lukather                    | 6:48    |
| Skupna dolžina: | Skupna dolžina:                 | Skupna dolžina:                              | 55:59   |

## Zasedba

### Toto
- Joseph Williams – solo vokal, spremljevalni vokal, klaviature (5, 11)
- Steve Lukather – kitare, solo vokal, spremljevalni vokal, bas kitara (5, 6, 11)
- David Paich – klaviature, solo vokal, spremljevalni vokal
- Steve Porcaro – sintetizatorji, klaviature, solo vokal (7)
- Keith Carlock – bobni, spremljevalni vokal (2)

### Dodatni glasbeniki
- David Hungate – bas kitara (3, 4, 7, 8)
- Tal Wilkenfeld – bas kitara (9, 10)
- Leland Sklar – bas kitara (2)
- Tim Lefebvre – bas kitara (1)
- Lenny Castro – tolkala (2, 3, 5-10)
- Martin Tillman – čelo (6, 7, 11)
- C. J. Vanston – sintetizator (1-6, 10, 11), spremljevalni vokal (2)
- Tom Scott – saksofon (8)
- Michael McDonald – spremljevalni vokal (6, 8, 10)
- Amy Keys – spremljevalni vokal (4, 6, 8, 10)
- Mabvuto Carpenter – spremljevalni vokal (5, 11)
- Jamie Savko – spremljevalni vokal (1, 2, 11)
- Emma Williams – spremljevalni vokal (2)